# حق امتناع زوجه
حق امتناع زوجه نوعی حق حبس در فقه و حقوق اسلامی است که بر اساس آن زن حق دارد از تمکین شوهر تا دریافت مهریه خودداری کند بدون اینکه این عمل او نشوز محسوب شود. این حق بنا به نظر مشهور پس از یک بار تمکین از بین می‌رود. اگرچه در فقه امامیه حق حبس منحصر به تمکین خاص یا خودداری از رابطهٔ جنسی است، اما در حقوق ایران بیشتر حقوق‌دانان و قضات آن را به وظایف زناشویی دیگر زن از جمله سکونت در خانهٔ شوهر نیز گسترش داده‌اند.

## مبنای حق حبس
مبنای حق حبس در ماهیت معوض یا شبه‌معوض یا در حکم معوض عقد نکاح در فقه اسلامی است. به این معنا که در نکاح نیز همچون قراردادهای مبتنی بر معاوضه؛ هر یک از طرفین حق دارد تا تسلیم عِوِض توسط طرف مقابل از تسلیم عِوَض خودداری کند. البته اگر بخواهیم قواعد حق حبس و قراردادهای معوض را به طور کامل در نکاح اجرا کنیم باید شوهر نیز حق حبس داشته باشد و بتواند تا زمان تمکین زن از پرداخت مهریه خودداری کند، اما در وجود چنین حقی برای شوهر تردید است. صاحب جواهر می‌نویسد: «بعید نیست در نکاح که یک معاوضهٔ حقیقیه نیست، حق حبس اختصاص به زن داشته باشد و در مشابهت آن با معاوضه کافیست که فقط یک طرف دارای چنین حقی باشد.» از نظر حقوق مدرن حتی پذیرفتن حق حبس برای زن نیز با توجه به ماهیت ازدواج در حقوق جدید که کاملاً متفاوت از معاوضات مانند خریدوفروش است، دارای اشکال است و حتی برخی فقها نیز به وجود حق حبس در نکاح ایراد گرفته‌اند. از جمله مقدس اردبیلی که با حق حبس چه در بیع و چه در نکاح مخالفت کرده و معتقد است احادیث صریحی در مورد آن وجود ندارد.
در قانون مدنی ایران در دو مادهٔ ۱۰۸۵ و ۱۰۸۶ به این حق اشاره شده، در مادهٔ ۱۰۸۵ آمده: «زن می‌تواند تا مهریه او تسلیم نشده از ایفاء وظایفی که در مقابل شوهر دارد امتناع کند، مشروط بر اینکه مهر او حالّ باشد و این امتناع مسقط حق نفقه نخواهد بود.» و در مادهٔ ۱۰۸۶: «اگر زن قبل از اخذ مهر به اختیار خود به ایفاء وظائفی که در مقابل شوهر دارد قیام نمود، دیگر نمی‌تواند از حکم مادهٔ قبل استفاده کند معذالک حقی که برای مطالبه دارد ساقط نخواهد شد.»

## شرایط ایجاد و اسقاط
- این حق بنا به نظر مشهور در صورت یک بار تمکین از میان می‌رود. پس اگر زن یک‌بار با شوهر رابطهٔ جنسی برقرار کند، دیگر نمی‌تواند برای دریافت مهریه از حق حبس استفاده کند و در صورت عدم تمکین  ناشزه   محسوب می‌شود. مادهٔ ۱۰۸۶ قانون مدنی هم به این نکته اشاره دارد. هرچند برخی فقها از جمله شیخ طوسی و شیخ مفید این احتمال را داده‌اند که پس از یک بار تمکین نیز تا پیش از دریافت مهریه حق حبس وجود داشته‌اند.
- مهریه باید حال (عندالمطالبه) باشد. اگر مهریه مؤجل باشد، یعنی زمانی خاص برای پرداخت آن تعیین شده باشد، حق حبس وجود نخواهد داشت. پایان مهلت و رسیدن موعد پرداخت مهریه هم بنا به نظر مشهور حق حبس ایجاد نخواهد کرد.
- برخی حقوق‌دانان معتقدند اگر مهریه‌ای در عقد تعیین نشده باشد، حق حبسی نیز وجود نخواهد داشت (در صورت عدم تعیین مهریه زن مستحق مهرالمثل است که توسط حاکم [دادگاه] تعیین می‌شود)
- عدم توانایی شوهر در پرداخت مهریه یا اعسار و فقر او تأثیری بر حق حبس نمی‌گذارد. البته اعسار شوهر امکان مطالبهٔ مهر را از بین می‌برد ولی منافاتی با اجرای حق حبس ندارد، هرچند ابن ادریس حلی از فقهای شیعه معتقد بوده که در صورت اعسار شوهر حق حبس زن هم از بین می‌رود.
- حق حبس زمانی از بین می‌رود که زن با رضایت خود را در اختیار شوهر قرار دهد. پس اگر بدون رضایت مثلاً با اکراه یا به زور این کار را کند، حق حبس پابرجا خواهد ماند.
- استفاده از حق حبس، حق نفقهٔ زن را از بین نمی‌برد و شوهر باید نفقه را بپردازد.
- یکی از راه‌های از بین بردن حق حبس این است که سقوط حق حبس به صورت شرط ضمن عقد ازدواج درآید.
- برخی از فقها و حقوق‌دانان معتقدند اگر زن پیش از ازدواج می‌دانسته که شوهر توانایی پرداخت مهریه ندارد، حق حبس او نیز از میان می‌رود. در این زمینه به قاعدهٔ اقدام استناد شده که بر اساس آن «هرکس به ضرر خود اقدامی کند، در مورد این عمل کسی در مقابل او مسؤولیت مدنی ندارد». بر اساس همین مطلب بوده که برخی سردفتران در نکاح‌نامه می‌نویسند: مهریه بر ذمه است که می‌بایست « عندالقدره و  الاستطاعه  » پرداخت شود.
- پرداخت بخشی از مهریه حق حبس را از بین نمی‌برد. در رأی وحدت رویه شمارهٔ ۷۰۸ دیوان عالی در تاریخ ۲۲ مرداد ۱۳۸۷ اعلام شد که تقسیط مهریه به دلیل عسر و حرج شوهر حق حبس زن را تا دریافت تمام مبلغ مهریه از بین نمی‌برد.

## قلمرو حق حبس
حق حبس در نوشته‌های فقهی فقط به آمیزش جنسی یا «تمکین خاص» اشاره دارد. به این معنا که زن می‌تواند از نزدیکی با شوهر خودداری کند ولی از تکالیف دیگر زن مانند سکونت در خانهٔ شوهر و مانند این‌ها که به «تمکین عام» معروف است، صحبتی نشده‌است. اما قانون مدنی ایران از عبارت «وظایفی که در مقابل شوهر دارد» استفاده کرده که ظاهراً به تمامی انواع تمکین و تکالیف زن اشاره دارد. برخی حقوق‌دانان از جمله سید حسین صفایی و اسدالله امامی در کتاب «مختصر حقوق خانواده» می‌نویسند با توجه به اینکه مأخذ این ماده فقه امامیه است و یک قاعدهٔ استثنائی به شمار می‌رود، آن را فقط باید به معنی تمکین خاص یعنی رابطهٔ جنسی دانست. اما برخی دیگر معتقدند حق حبس شامل وظایف دیگر زناشویی نیز می‌شود. از جمله سید مصطفی محقق داماد فقیه، قاضی و حقوق‌دان در کتاب «بررسی فقهی حقوق خانواده» می‌نویسد: «زوجه می‌تواند مادام که مهر را دریافت نداشته‌است از سکونت در مسکنی که شوهر تهیه نموده خودداری کند و اگر چنین کرد  ناشزه   محسوب نمی‌شود…». ناصر کاتوزیان به دشواریِ جداکردن وظایف زناشویی از یکدیگر اشاره می‌کند؛ «چگونه می‌توان از زنی انتظار داشت که به خانه شوهر رود و با او زندگی کند و بتواند از تمکین امتناع ورزد.»؟ رویه قضائی هم همین نظر را تأیید کرده و آرایی وجود دارد که نرفتن زن به خانهٔ شوهر تا قبل از دریافت مهریه را مشروع دانسته‌اند.